# 利亚瑟群岛

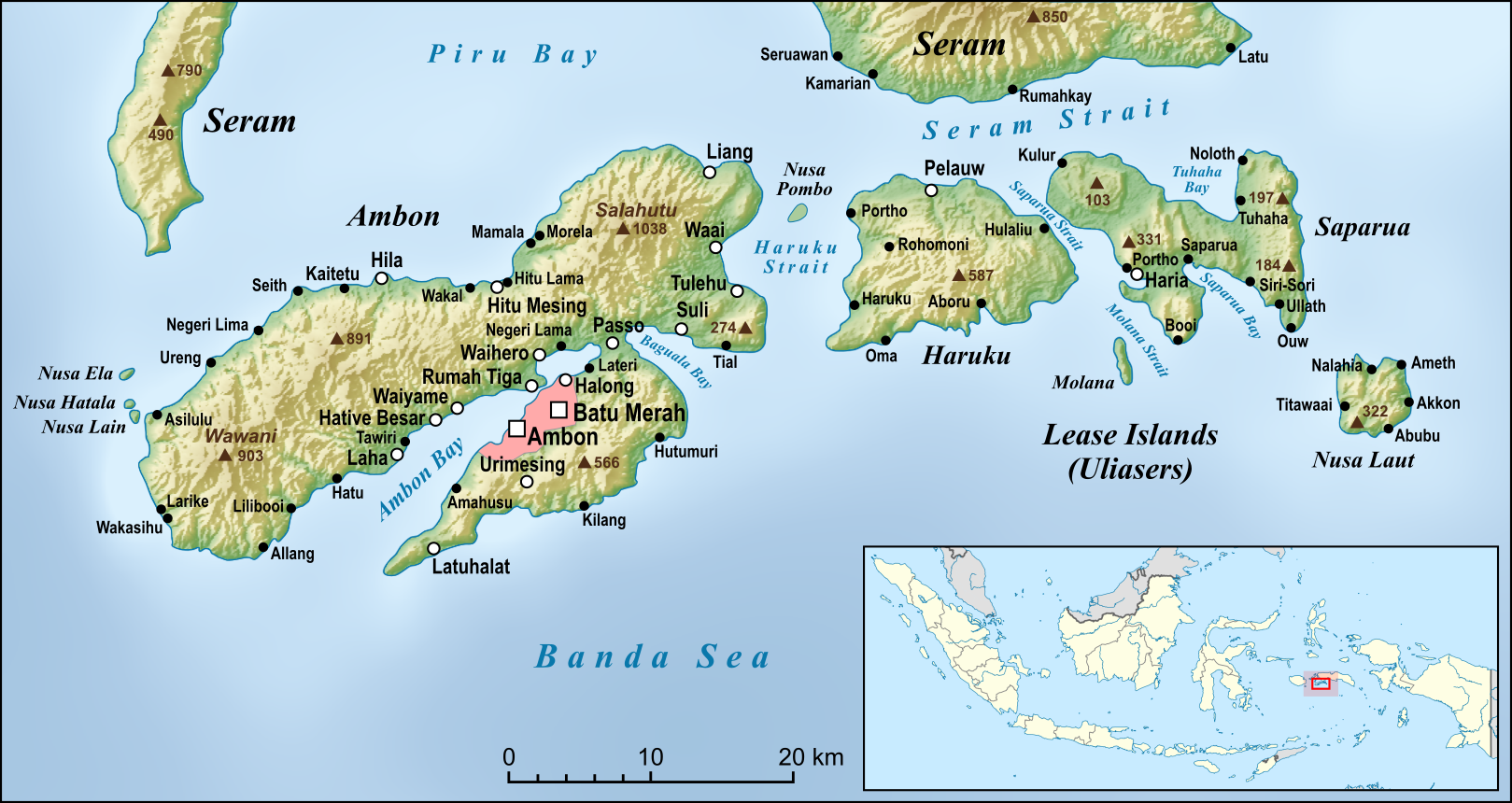
利亚瑟群岛

利亚瑟群岛（Lease Islands）也叫Uliassers，是印度尼西亚马鲁古省斯兰岛南边的一组群岛。最大和最西的安汶岛上有马鲁古省的首府城市安汶，其他三个岛屿自西向东依次是哈鲁库岛、萨帕鲁阿岛、努沙劳特岛，还有一个无人居住的小岛Molana。行政上群岛大部分属于中马鲁古县管辖，安汶岛部分由安汶市管理。